# 須磨未千秋
須磨 未千秋（すま みちあき、1918年1月25日 - 2008年8月21日）は、日本の外交官。外務省経済局次長、駐タンザニア特命全権大使、香港総領事、駐マレーシア特命全権大使、駐カナダ特命全権大使を歴任した。

## 人物・経歴
秋田県出身。1939年第一高等学校文科甲類卒業、東京帝国大学法学部政治学科入学。1941年に高等試験外交科本試験に合格。同年大学を卒業し、外務省に入省した。
終戦連絡中央事務局連絡官、在ビルマ日本国大使館一等書記官等を経て、1957年外務省アジア局第三課長。1958年外務省経済局米州課長。1960年外務省経済局米国カナダ課長。
1961年在ニュー・ヨーク日本国総領事館領事。1964年在オランダ日本国大使館参事官。1966年外務省経済局外務参事官。1967年外務省経済局次長。1969年外務大臣官房審議官。同年駐タンザニア特命全権大使。1972年在香港日本国総領事館総領事。1974年駐マレイシア特命全権大使。1976年外務省大阪連絡事務所所長。1978年駐カナダ特命全権大使。
退官後、日本信販顧問、日本信販取締役、日本信販相談役、河合塾顧問、ジェット・エア・サービス取締役を歴任。1988年勲二等旭日重光章受章。
また、京都国立博物館に父須磨弥吉郎が収集した中国書画のコレクションを寄贈し、長崎県美術館にはスペインで収集された美術コレクションを寄贈した。2001年には紺綬褒章並びに賞杯を受章。
2008年8月21日午後1時41分、肺炎のため死去。叙従三位。

## 親族
父は外交官の須磨弥吉郎。

## 著書
- 『裸の大使』経済新潮社 1969年
- 『燃えるアフリカ』経済新潮社 1972年
- 『赤い楓の国から : 大使の手記』創元社 1982年

### 編集
- 『須磨弥吉郎外交秘録』創元社 1988年